# 谷ケ村
谷ケ村（やがむら）は、神奈川県足柄上郡に存在した村。現在の山北町南西部に位置した。

## 地理
- 川：酒匂川、河内川

## 歴史
- 1889年（明治22年）4月1日 - 町村制の施行により、谷ケ村が単独村制。川西村、湯触村、神縄村、山市場村との町村組合が発足し、組合役場を川西村大字川西に設置。大字は編成しなかった。
- 1923年（大正12年）4月1日 - 川西村、山市場村と合併して清水村が発足。同日谷ケ村廃止。

## 交通
- 鉄道省（現東海旅客鉄道）
  - 東海道本線（現御殿場線）：谷峨信号場（1947年に谷峨駅となる）